# Ayam bekisar
O Ayam bekisar ou bekisar, é a prole híbrida de primeira geração de galo-verde (Gallus varius) e do Galo-banquiva (Gallus gallus bankiva). Os galos têm uma plumagem verde-acinzentada brilhante e são altamente valorizados por seu canto claro e alto e coloração impressionante, enquanto as galinhas geralmente são marrom avermelhado e inférteis.
Os Bekisars eram tradicionalmente usados pelos habitantes originais das Ilhas Sunda como mascotes simbólicos ou espirituais em canoas e, consequentemente, espalhados por uma vasta área. Os híbridos originais raramente são férteis (e as galinhas geralmente são estéreis), mas às vezes são alcançados retrocessos com galinhas domésticas e, portanto, várias raças de galinhas do Pacífico têm alguma ancestralidade Bekisar. Embora o híbrido tenha apenas interesse histórico na maioria das regiões, em Java ele ainda está sendo produzido como uma raça mais estereotipada, com várias variedades locais, conhecidas como Ayam Bekisar.

## História
O galo-verde é uma espécie adaptada da floresta de mangue. Ao contrário das aves banquiva, o ancestral da maioria das galinhas domésticas, ela é adaptada para a vida com pouca água fresca. Durante a estação seca, e também nas áridas ilhas vulcânicas, os galos-verdes recebem a maior parte de sua água do orvalho no nevoeiro costeiro de frutas e insetos. Também se alimenta de animais aquáticos lavados nas margens e piscinas litorâneas, que os galos-banquiva são incapazes de fazer. Na maré baixa, os galos verdes procuram estrelas do mar, pequenos caranguejos, copépodes e detritos. Na maré alta, eles voam para ilhotas de mangue para pousar. Os gritos longínquos dos galos-verdes machos podem ser ouvidos através dos disjuntores, embora o volume de seu canto seja bastante baixo em comparação ao de uma ave doméstica ou de um banquiva.
A prática da hibridação é tão antiga que não se sabe exatamente onde começou. Os msundaneses e javaneses modernos afirmam que ocorreu pela primeira vez nas Ilhas Kangean no mar de Java. Os povos nativos do arquipélago de Sunda aprenderam que podiam persuadir jovens galos-verdes machos selvagens a acasalarem com galinhas domésticas e banquivas. A progênie foi utilizada para comunicação entre canoas. Cada galo tem uma voz única, devido à sua ancestralidade híbrida. Um galo seria selecionado por sua voz incomum e içado o mastro da canoa em uma cesta de bambu especial. De seus cestos elevados, os galos cantavam incessantemente em disputas prolongadas de cantos. Os cantos combinam as prolongadas notas dos galos-verdes com o volume mais alto das aves domésticas, cujas vozes dos ancestrais selvagens tinham que ser ouvidas através de uma densa vegetação. A voz do Bekisar pode ser ouvida muitas vezes por três quilômetros sobre o mar. As culturas marítimas mantinham esses galos Bekisar em suas canoas o tempo todo. Quando os povos nativos de Java e das Ilhas Sunda migraram para a Oceania e além, trouxeram consigo cães, porcos, inhames, cocos e galinhas. Cada migração trouxe algumas dúzias de aves de caça semi-domésticas, não muito diferentes daquelas vistas hoje em dia em aldeias tropicais asiáticas. Os antropólogos forneceram evidências de que apenas muito poucos barcos em qualquer flotilha carregavam animais domésticos. Cada embarcação marítima teria, no entanto, transportado pelo menos duas ou três gaiolas com Bekisars a bordo. O chefe e os guerreiros podem ter carregado ainda mais Bekisars em cada um de seus navios.
Quase todas as novas migrações de pessoas marítimas levavam aves de caça (as galinhas semi-domésticas descendem das galinhas banquiva) para suas novas casas na ilha. Os galos Bekisar também estavam presentes em número suficiente para afetar significativamente a população base nativa de aves selvagens de cada ilha. Um Bekisar escapado era quase impossível de capturar. Um galo Bekisar lançado em uma ilha tropical de floresta de manguezais na Oceania ou no Pacífico Sul se adaptava facilmente à natureza, como se fosse um galo-verde. Muitas das ilhas mais remotas e propensas a tufões com colônias humanas muito pequenas ou com falha são os lares naturalizados de aves selvagens, descritas como aves violentas de cor violeta pelos primeiros naturalistas europeus e consideradas uma nova espécie. O retrocruzamento de muitas gerações dos machos híbridos Bekisar com galinhas selvagens deve ocorrer antes que as fêmeas férteis sejam produzidas. Filhos híbridos fêmeas de galos-verdes cruzadas com aves domésticas são sempre estéreis, pondo ovos que são incapazes de serem fertilizados por galos-verdes ou banquivas ou por aves domésticas. Isso significa que o retrocruzamento seria um modo comum de autoperpetuação.
Quando clãs concorrentes, guerras tribais, doenças e tufões extirpavam ou exterminavam populações humanas ou migrações forçadas, aves selvagens, porcos e cães permaneciam nessas ilhas remotas. Predadores naturais, como lagartos-monitor, aves marinhas, pítons e outros predadores caçam galinhas selvagens com as características mais domesticadas. Os incapazes de voar ou correr rapidamente não viveriam o suficiente para se reproduzir. Aqueles incapazes de sobreviver a longos períodos sem água fresca também pereceriam, e aqueles que não tivessem os instintos apropriados para sobreviver a tufões freqüentes também seriam selecionados. Os Bekisar, com a descendência gerada pelo cruzamento com galinhas selvagens, se adaptaram às condições locais. A cada geração sucessiva de retrocruzamento, as chances de uma fêmea híbrida fértil aumentam. A certa altura, é alcançado um equilíbrio genético e é produzida uma nova geração de fêmeas viáveis, capazes de se reproduzir. A longo prazo, algumas das ilhas mais remotas, como Nova Caledônia, Ponape, Marquesas, Rapa e Rapa Nui, tornaram-se povoadas com bandos únicos na aparência, que não se assemelham muito às formas parentais.
Quando migrações sucessivas de polinésios carregando aves domésticas (derivadas de aves banquiva) apareceram nessas ilhas, a maioria das características violáceas desapareceu por meio de inundações genéticas, persistindo apenas nas ilhas mais isoladas. A partir destas populações isoladas de ilhas, desenvolveram-se raças únicas, em particular em Ponape, nas Marquesas e Rapa Nui (Ilha de Páscoa). As famosas galinhas Araucana, em homenagem aos índios araucanos do Chile, são derivadas dessas raças. Essas raças produzem ovos azuis, cinza, lilás e verdes matizados. Os galos-verdes são as únicas espécies de aves selvagens que produzem ovos coloridos.

## Na cultura popular
O Bekisar é o símbolo da fauna de Java Oriental, uma província da Indonésia. O macho é usado em Java Oriental, Bali e nas ilhas vizinhas em competições vocais populares; essa prática causou o declínio das populações selvagens de galo-verde.